# جوهانس برون
جوهانس برون هو لاعب الجسر ‏ نرويجي، ولد في 13 مايو 1891، وتوفي في 24 يوليو 1977.